# Lapa do Boquete
Lapa do Boquete é um importante sítio arqueológico e espeleológico localizado no município de Januária, no norte de Minas Gerais, Brasil. Situada no Parque Nacional Cavernas do Peruaçu, a caverna abriga vestígios de ocupações humanas pré-históricas, incluindo sepultamentos complexos, estruturas de pedra e artefatos cerâmicos e líticos.
As pesquisas indicam que o local foi utilizado como área funerária entre aproximadamente 4.000 e 1.000 anos atrás. A Lapa do Boquete se destaca pela complexidade das práticas mortuárias, incluindo sepultamentos múltiplos e manipulação dos ossos, sendo um dos sítios mais importantes do Médio São Francisco.

## Importância
A Lapa do Boquete tem grande relevância para os estudos da arqueologia funerária no Brasil, oferecendo dados sobre rituais, dieta, saúde e mobilidade de grupos caçadores-coletores do Holoceno. Ela integra o conjunto de cavernas protegidas no Parque Nacional Cavernas do Peruaçu, reconhecido por sua importância científica e patrimonial.